# Corneliskondre
Corneliskondre (ou Cornelius Kondre, ou Cornelis-kondre, ou ainda Corneles Kondre) é uma cidade do Suriname, localizada no distrito de Sipaliwini, a 12 metros acima do nível do mar.